# Hapalops
Hapalops is een geslacht van uitgestorven zoogdieren die voorkwamen in het Vroeg- tot Midden-Mioceen (20 miljoen jaar geleden) van Brazilië (Solimõesformatie), Bolivia (Honda Group), Colombia (Honda Group), en Argentinië (Santa Cruzformatie) in Zuid-Amerika. Er zijn bijna twintig soorten in dit geslacht benoemd.

## Geschiedenis
Hapalops werd voor het eerst benoemd door de opmerkelijke Argentijnse paleontoloog en zoöloog Florentino Ameghino in 1887, met zijn beschrijving van Hapalops rectangleis als de typesoort. Het werd benoemd op basis van het achterste deel van een linkertandbeen dat was verzameld uit de door het Mioceen verouderde afzettingen van Santa Cruz, Argentinië, hoewel Ameghino ook een tweede gedeeltelijke onderkaak uit dezelfde afzettingen beschreef als onderdeel van de soort, waardoor het een paratype werd. Al deze fossielen zijn verloren gegaan en hun fragmentarische status brengt de geldigheid van het geslacht als geheel in gevaar.

## Kenmerken
Reuzenluiaards waren in Zuid-Amerika talrijk. Hapalops was een geslacht van tandarme soorten die klein waren in vergelijking met hun latere verwanten. De lengte bedroeg ongeveer een meter. De dieren hadden een stevig lichaam met een korte kop, een lange staart, lange slanke voorpoten en nog langere, maar krachtige achterpoten met lange klauwen aan alle tenen. Dankzij deze klauwen liepen de dieren als gorilla's op hun knokkels. De dieren hadden slechts vier of vijf paar kiezen in hun kaken.

## Leefwijze
De lichtgebouwde dieren zullen veel van hun tijd hangend aan hun geklauwde voeten in bomen hebben doorgebracht. Het voedsel bestond hoofdzakelijk uit sappige bladeren en fruit.

## Paleobiologie
In de Santa Cruz voedden Hapalops zich met vegetatie in intertropische beboste savannen. Het deelde zijn omgeving met zowel plantenetende als roofzuchtige buideldieren, glyptodonten ter grootte van een schaap, gordeldieren, miereneters, toxodonten, typotheren en litopternen, evenals reptielen als leguanen en vogels als nandoes, ganzen en haviken. Gigantische phorusrhachiden ('terreurvogels') leefden in de regio en waren mogelijk de belangrijkste roofdieren. Zoals de meeste uitgestorven luiaards is het gecategoriseerd als een grondluiaard, maar men gelooft dat de kleinere grootte van Hapalops het mogelijk maakte om wat klimgedrag te vertonen.

## Classificatie
Het geslacht is ingedeeld in de Megatherioidea, die de megalonychide en de nothrotheriide luiaards omvat. Hoewel het over het algemeen wordt voorgesteld als een buitengroep van Nothrotheriidae en een geslacht van onzekere verwantschappen, vertoont het de meeste kenmerken die Nothrotheriidae diagnosticeren en kan het een naaste verwant zijn. Minstens zesentwintig soorten in dit geslacht zijn benoemd naar dezelfde Santa Cruz-formatie, een biologische onmogelijkheid die grotendeels is gebaseerd op het toekennen van nieuwe soortnamen aan fossiele fragmenten. Het geslacht wacht op herziening.